# Вулканы Гватемалы
В Гватемале насчитывается более 20 голоценовых (действующих и потенциально действующих) вулканов. Самые активные из них — Фуэго, Санта-Мария и Пакая. Для юго-западных районов характерна высокая сейсмичность (разрушительные землетрясения в 1773, 1902, 1917, 1976 годах — более 23 тысяч погибших); в регионе сохраняется вулканическая опасность.

## Геология
Гватемала расположена в пределах Центральноамериканского перешейка тектонической Антильско-Карибской области, которая большей частью представляет собой малую Карибскую литосферную плиту, отделённую от Северо-Американской и Южно-Американской плит сдвигами; с востока и запада под неё погружаются части литосферы Атлантического и Тихого океанов. Основные структурные элементы Антильско-Карибской области — Антильская островная дуга, Панамский перешеек и Карибский бассейн, включающий Юкатанскую, Колумбийскую и Венесуэльскую котловины.
Антильская островная дуга подразделяется на три сегмента: северный (Большие Антильские острова), восточный (Малые Антильские острова) и южный (Подветренные острова и Карибские Анды). Сложена в основном островодужными вулканитами и офиолитами с подчинёнными карбонатными и обломочными образованиями. Восточный сегмент дуги отделяет Карибский бассейн от Атлантического океана и с востока окаймлён глубоководным жёлобом Пуэрто-Рико. Панамский перешеек включает континентальный блок Чортис и две вулканические дуги, развивающиеся над зоной погружения (субдукции) коры Тихого океана в Центральноамериканском жёлобе.
Юкатанская глубоководная впадина в северной части Антильско-Карибской области с юга ограничена древней вулканической дугой Каймановых островов.

## Список вулканов
| Название         | Высота (метры) | Высота (футы) | Последнее извержение |
| Акатенанго       | 3976           | 13,044        | 1972                 |
| Агуа             | 3760           | 12,336        | Голоцен              |
| Альмолонга       | 3197           | 10,489        | 1818                 |
| Атитлан          | 3535           | 11,598        | 1853                 |
| Чинго            | 1775           | 5823          | Голоцен              |
| Серро-Сантьяго   | 1192           | 3911          | Голоцен              |
| Серро-де-Оро     | 1892           | 6207          | -                    |
| Чикабаль         | 2900           | 9514          | -                    |
| Чикимула         | 1192           | 3911          | Голоцен              |
| Кошом            | 3045           | 10007         |                      |
| Килапа-Барбарена | 1454           | 4770          | Голоцен              |
| Флорес           | 1600           | 5249          | Голоцен              |
| Фуэго            | 3763           | 12,346        | 2015                 |
| Ипала            | 1650           | 5413          | Голоцен              |
| Ихтепеке         | 1292           | 4239          | Голоцен              |
| Хумайтепеке      | 1815           | 5955          | Голоцен              |
| Моюта            | 1662           | 5453          | -                    |
| Пакая            | 2552           | 8373          | 2013                 |
| Квезальтепеке    | 1200           | 3937          | Голоцен              |
| Сан-Педро        | 3020           | 9908          | -                    |
| Санта-Мария      | 3772           | 12,375        | 2013                 |
| Санто-Томас      | 3542           | 11,621        | 84,000 лет назад     |
| Сьете-Орехас     | 3370           | 11060         | -                    |
| Сучитан          | 2042           | 6699          | 1469                 |
| Такана           | 4060           | 13,320        | 1986                 |
| Тауаль           | 1716           | 5630          | Голоцен              |
| Тахумулько       | 4220           | 13,845        | 1863                 |
| Текуамбурро      | 1845           | 6053          | 960 BC ± 75 лет      |
| Толиман          | 3158           | 10,361        | Голоцен              |